# Bagatela (zespół pałacowy w powiecie ostrowskim)

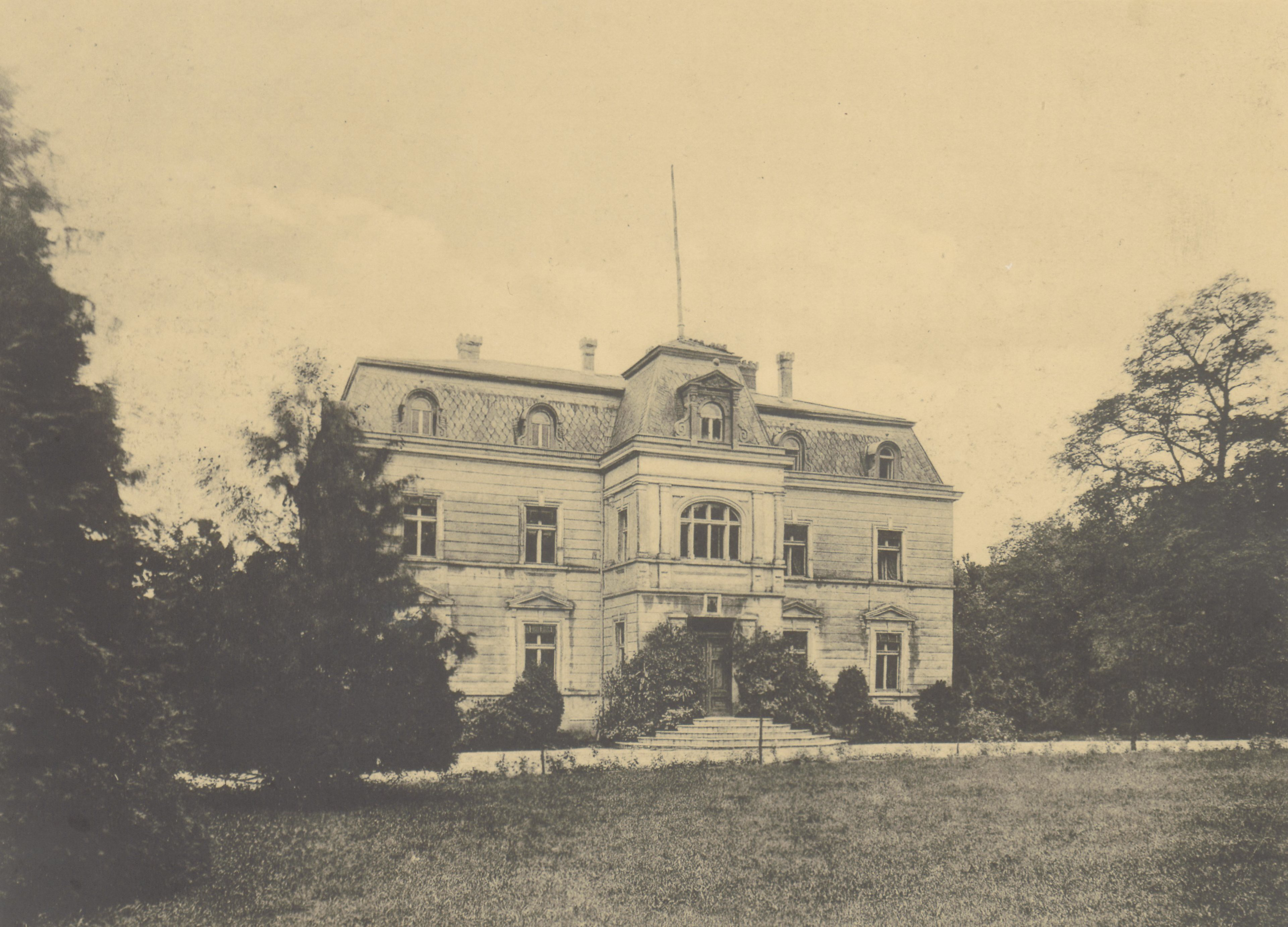
Widok pałacu przed 1912

Bagatela - otoczony lasem Bagatela zespół pałacowo-parkowy w gminie Ostrów Wielkopolski w powiecie ostrowskim w województwie wielkopolskim.

## Pałacyk Bagatela
Pałacyk myśliwski znajdujący się w głębi lasu Bagatela, na skraju Ostrowa (przedłużenie ulicy Nowa Krępa), ok. 6 km od jego centrum.
Powstały dla rodziny Biernackich, prawdopodobnie na przełomie XVIII i XIX wieku. Później przejęty wraz z dobrami ostrowskimi przez rodzinę Radziwiłłów, dla której został przebudowany w latach 1879–1884, przez architekta Zygmunta Gorgolewskiego, na pałacyk myśliwski, w 1934 Józef Früst Von Andersag był właścicielem otrzymanego w darze pałacu, lecz w tym samym roku Radziwiłłowie odzyskali go. Folwark miał w 1936 roku Wojskowego Instytutu Geograficznego miał 2 domy .
Wokół znajduje się park o powierzchni 1,64 ha z licznymi starymi drzewami, m.in. dąb "Bratek" zrośnięty z 3 pni, będący pomnikiem przyrody. 
Obecnie własność prywatna (Centrum Konferencyjne Bagatela).

## Las Bagatela
Obszar leśny, którego nazwa pochodzi od znajdującego się w jego głębi pałacu Radziwiłłów, położony między Ostrowem a Latowicami rozciągnięty wzdłuż rzeki Ołobok. Las mieszany. W głębi znajduje się, poza pałacem, także osada Trąba, a na jego skraju dawne poligony (Ostrów-Pruślin, Parczew) oraz autodrom (Ostrów-Pruślin). W pobliżu pałacu umiejscowione są trzy głazy narzutowe, w tym jeden pomnikowy.